# مقاطعة روبرتسون (كنتاكي)
مقاطعة روبرتسون (بالإنجليزية: Robertson County, Kentucky)‏ هي إحدى مقاطعات ولاية كنتاكي في الولايات المتحدة. تأسست سنة 1867، بلغ عدد سكانها 2266 نسمة في عام 2010 حسب إحصاء مكتب تعداد الولايات المتحدة .

## وصلات خارجية
- www.robertsoncounty.ky.gov
- United States Counties